# Верхнеплавицкое сельское поселение
Верхнеплавицкое сельское поселение — муниципальное образование в Верхнехавском районе Воронежской области.
Административный центр — село Верхняя Плавица.

## Население
| 2000 | 2005 | 2010 | 2012 | 2013 | 2014 | 2015 | 2016 | 2017 |
| ---- | ---- | ---- | ---- | ---- | ---- | ---- | ---- | ---- |
| 607  | ↘577 | ↘434 | ↘425 | ↘416 | ↘404 | ↘393 | ↘372 | ↘362 |
| 2018 | 2019 | 2020 | 2021 |      |      |      |      |      |
| ↘360 | ↘350 | ↘337 | ↗374 |      |      |      |      |      |

## Административное деление
В состав поселения входят:
- село Верхняя Плавица,
- деревня Архангельское.